# 桂吉弥
桂 吉弥（かつら きちや、1971年2月25日 - ）は、大阪府茨木市出身の落語家、俳優。上方落語協会会員で、所属事務所は米朝事務所。出囃子は『真室川音頭』。
2人の子どもを持つ既婚者で、現在の本名は富谷 竜作（とみや りゅうさく）。旧姓は新保（しんぼ）だったが、結婚を機に富谷姓を名乗っている。現在は、兵庫県尼崎市に在住。

## 来歴

### 落語家入門まで
両親とも養護学校の教員だった新保家の長男として出生。父は大阪府立藤井寺養護学校（現・大阪府立藤井寺支援学校）の校長として定年を迎えた。
1981年から放送が始まった「ハイヤングKYOTO」を吉弥は布団の中で聞き、特に水曜日を担当するつボイノリオがKBS京都局舎で放送日日中に開く「さしいれ」と称するリスナー交流会に出かけている。吉弥は小学校で児童会の会長、中学校で生徒会長・ブラスバンド部長を務めた。
大阪府立春日丘高等学校から、父が卒業した神戸大学教育学部に進学。高校時代には、体育教員になることを志しながら、サッカー部で活動していた（ポジションは中盤）。しかし、大阪教育大学と筑波大学の入学試験で不合格になったことを機に、目標を小学校の教員に改めた。大学への進学後は、落語研究会に所属。中学生時代にブラスバンド部でホルンを吹いていたことにちなんで、「甲家楽破（かぶとやらっぱ）」という高座名で活動していた。後に会長へ就任。その一方で、父の学生時代と同じく、夏場にはボランティアで「朝日キャンプ」（朝日新聞厚生文化事業団が主催する児童向けキャンプ）のリーダーを務めている。
大学時代は『3年B組金八先生』の坂本金八や、『熱中時代』の北野広大のような教員を目指していた。しかし、4年生の時に神戸大学附属住吉小学校で2年生に対する教育実習を経験したことをきっかけに、落語家への道を志すようになった。いわゆる「ゆとり教育」が本格的に始まった時期であったことに加えて、教員が負う責任の重さや、「先生よりも生徒が主人公」という実態に接したことで教員への適性に疑問が湧いたという。そこから、1人で背景からすべての演者を表現する落語の世界で生きることを模索。心酔していた桂吉朝に宛てて手紙を書いたことをきっかけに、吉朝の落語会に日参するようになった。当初、吉朝は弟子を取る意思を示さず、「神戸大学を卒業するのだから教師になれ」「他（の落語家）の所へ行ったらどうか?」という言葉で吉弥を諭していた。しかし、吉弥がなおも吉朝の楽屋へ通い続けるうちに、落語研究会の活動と並行しながら事実上の「見習い」として楽屋で身支度などを手伝うことを容認。3代目桂米朝一門の入門芸に当たる「東の旅・発端」を吉朝から半年がかりで教わった末に、弟子入りを認められ、大学在学中の1994年12月に、落語家としての初高座を果たした。ただし、吉朝の兄弟子に当たる桂ざこばは、自分より学歴の高い者への敵愾心と相まって最後まで弟子入りに反対した。桂米朝は、ざこばが「我々の税金で国立大学に行ったのに、なんで先生にならんねん」と怒っていたと記している。

### 落語家入門後
大学を卒業する1995年には、2月から吉朝の師匠である桂米朝の自宅への住み込み修業を予定していたが、1月17日に当時住んでいた神戸市灘区内で阪神・淡路大震災に遭遇。吉弥自身は幸いにも難を逃れたため、修業の開始を1か月だけ遅らせることを条件に、「朝日キャンプ」の震災ボランティア活動に参加した。
1995年3月から3年間、兄弟子の桂あさ吉らと共に、米朝の自宅で内弟子として住み込み修業。この時期には、稽古の合間に兄弟子や師匠から急ぎの用事（雑用や運転手など）が突然入ることが多いため、内弟子としていつでも用意が出来るように待機することが苦痛だったという。とはいえ、内弟子時代には、米朝が人間国宝に認定され、吉弥自身もNHK紅白歌合戦の審査員に選ばれた米朝の付き人としてNHKホールで歌合戦の本番を鑑賞するなど、内弟子としては恵まれた境遇にあった。また、内弟子時代には、米朝・枝雀の付き添いで新宿末廣亭の高座に出演。前座噺で「軽業」を披露した（米朝によると、この噺は自身からは直接稽古を付けず、兄弟弟子への稽古を見ているからできるはずと考えていたという）。
内弟子生活を終えてからは、落語家の域にとどまらず、俳優や（ラジオパーソナリティなどの）タレントとしても幅広く活動している。

#### 落語家としての活動
内弟子生活を終えてからは、現在に至るまで、吉弥の実家近くに住む有志の自宅で「春日寄席」と称する落語会を定期的に開いている。また、自身の企画による落語会「桂吉弥のお仕事です。」も不定期で開催。一部の公演を収録したうえで、CDやDVDとして発売している。あるテレビ番組のリポーターとして島之内教会（かつて島之内寄席が開かれていた大阪市中央区内のキリスト教会）を取材したことが縁で、2015年からは、「桂吉弥のお仕事です。」の一環として毎年12月の中旬に同教会で6日間連続の落語会に臨んでいる。2019年5月21日からは、毎年独演会で使用しているサンケイホールブリーゼでも、「吉弥十八番」と称して1日3題・6日間連続の落語会を開いた。同ホールで「十八番」に臨んだ落語家は、3代目桂米朝、2代目桂枝雀（いずれも前身の「サンケイホール」時代）に次いで3人目である。
2006年暮れには天満天神繁昌亭にて師匠・吉朝の十八番ネタである「地獄八景亡者戯」を披露し、閻魔の庁での一芸披露大会では一度暗転させ高座を降り2006年に死去した内山田洋とクール・ファイブの内山田洋を登場させ「長崎は今日も雨だった」を熱唱した。その一方で、2010年には、同じ一門の桂紅雀と「べにや」という漫才コンビを組んでM-1グランプリに挑戦。しかし、大阪予選の2回戦で敗退している。
2015年からは、かつて島之内寄席が最初に開かれた日本基督教団島之内教会で「桂吉弥のお仕事です。Special」と題した落語会を毎年12月に開催している。
2017年からは、3代目桂春蝶（3代目桂春団治の内弟子）・桂かい枝（5代目桂文枝の内弟子）との三人会を、年に1回のペースで開催。3人とも1994年の入門を経て『上方落語四天王』と称される噺家の下で内弟子修業を経験したことに由来する落語会で、入門年の下2桁に当たる数字（94）が「くし」と読めることにちなんで、「くしかつの会」と称している。
彦八まつりへは基本的に参加しない方針だが、2019年の第29回開催に向けた告知動画『彦八ライダー』（監督：笑福亭喬介）に、黒の全身タイツとスマートフォンの被り物という出で立ちの「スマホ怪人」役で出演した。そして2025年5月開催予定の第32回で実行委員長を務めることを、前年10月4日の『きっちり!まったり!桂吉弥です』オープニングで明かした。
2020年9月24日からは、毎週木曜日に神戸新開地・喜楽館で「吉弥うぇ～ぶ 桂吉弥一門落語会」（午前中と夜間の2回公演）を開催する。吉弥は『武田和歌子のぴたっと。』（朝日放送ラジオの生ワイド番組）で2017年1月から木曜日のパートナーを務めてきたが、同番組が2020年10月1日（自身の出演日）で終了することを踏まえて、木曜日の定席開催に踏み切った。
2022年には、「ABC創立70周年記念 第120回 ABCラジオ上方落語をきく会」（3月6日にグランフロント大阪北館4階のナレッジシアターで開催されたラジオの生放送・インターネットの動画ライブ配信連動型落語会）で、同会としては初めて「大トリ」（夜の部の「トリ」…昼の部を含めても自身初）を任されていた。本番まで1ヶ月を切った2月15日に受診したPCR検査で新型コロナウイルスへ感染していることが確認されたが、実際には10日間の自宅療養だけで活動を再開できたことから、本番では療養の体験談を枕に織り込んだ『崇徳院』（古典落語の大ネタ）で「大トリ」を務め上げた。

#### 俳優としての活動
落語家として活動するかたわら、NHKのテレビドラマにもたびたび出演。2004年の大河ドラマ『新選組!』では、山崎烝役を演じた。この背景には、吉朝が生前笑殺軍団リリパットアーミー（関西を中心に活動していたわかぎえふ主宰の劇団）に入っていた関係で、関西の小劇団の舞台作品に数回客演していたことが挙げられる。三谷幸喜が『新撰組!』の脚本を執筆する際に、関西弁で台詞を言える役者を探していたところ、劇団の関係者を通じて吉弥を推挙されたという。吉弥夫婦も三谷のファンで、吉弥が三谷にファンレターを送ったことも、『新撰組!』出演への決め手になったとされる。逆に、『新撰組!』の放送終了後には、吉弥が東京で開いた独演会を三谷が鑑賞している。
2007年10月から2008年3月までは、上方の落語界を舞台にしたNHK大阪放送局制作の連続テレビ小説『ちりとてちん』に、「徒然亭草原（つれづれていそうげん）」という架空の落語家役で出演。この出演は、NHK放送センターのディレクター時代に『新撰組!』の演出を担当していた伊勢田雅也が、NHK大阪放送局へ異動したことをきっかけに決まった。伊勢田が異動後に『ちりとてちん』のキャスティングを検討していたところ、『新撰組!』のキャストに落語家がいたことを思い出したことから、吉弥の起用につながったという。吉弥は、同作品で演じた「徒然亭草原」の役名を、放送終了後の高座でも使用。「枕噺（マクラ）」で観客のつかみを取る場合に、「桂吉弥、またの名を『徒然亭草原』と言います」と名乗っている。劇中で演じた「ちりとてちん」を落語会で披露することも多く、劇中の他のネタの披露を主催者側から依頼されることもある。
その一方で、『ちりとてちん』以降にNHK大阪放送局が制作した連続テレビ小説にも、スポット出演ながら随時登場。師匠の吉朝と同様に、大阪を拠点に活動する劇団（劇団パロディフライやテノヒラサイズ）の舞台作品へ、俳優として出演することもある。「吉弥十八番」の翌月（2019年6月）からは、舞台公演「はい！丸尾不動産です。～本日家をシェアします～」（古家和尚が脚本を手掛ける喜劇）に、兵動大樹（矢野・兵動）とのダブル主演で臨んでいる。
2025年、3代目桂米朝生誕及びNHK大阪放送局開局100周年を記念して制作されたテレビ番組『桂米朝　なにわ落語青春噺』（6月21日放映）では、ドラマパートで大師匠で教えも受けた桂米朝の青年時代を演じることになり、番組ウェブサイトのコメントで吉弥は、米朝役が決まると各方面から一斉に祝福メールが来たと記し、4代目桂米團治を演じる5代目桂米團治は吉弥の体格から衣装部屋で「なんやねんお前、米朝とちゃうやろ」と突っ込んだものの撮影中に「若い時の米朝」に見えてきたと話している。5月の収録取材会の折にも5代目米團治は同じことを口にしたが、同時に「でも米朝の名は譲れないと思いますよ」と釘を刺した。

#### 放送タレントとしての活動
『ちりとてちん』への出演で高い知名度を得たことなどを背景に、『ちりとてちん』の本放送終了直後から、『バラエティー生活笑百科』（NHK大阪放送局が全国放送向けに制作する番組）や在阪民放テレビ局を代表する情報番組（毎日放送の『ちちんぷいぷい』や読売テレビの『朝生ワイド す・またん!』）に相次いでレギュラー出演。『武田和歌子のぴたっと。』（ABCラジオ）木曜日のパートナーに起用された2017年1月以降は、ラジオでのレギュラー番組が同局制作の番組に集中していることから、『ぴたっと。』へ出演する際の自己紹介で「ミスターABC」と名乗っている。『ぴたっと。』には2020年10月1日の最終回まで出演したが、2022年9月30日からは、『きっちり!まったり!桂吉弥です』（毎週金曜日午前中の生ワイド番組）でパーソナリティを務める。
桑原征平（関西テレビ出身のフリーアナウンサー）とともにパーソナリティを務める『征平・吉弥の土曜も全開!!』（ABCラジオ）では、桑原と丁々発止のやり取りを展開しながら、放送中に天気予報の原稿を読んでいる。2016年には、同番組とキンレイのコラボレーションによる完全受注生産製品「征平・吉弥の土曜も全開!! 牛すき焼うどん」のプロデュースに参加。発売に合わせて作られたキャンペーンソング「牛すき焼うどんの歌」では、本職の歌手顔負けの歌声を披露している。なお、『きっちり!まったり!桂吉弥です』が始まってからも『土曜も全開!!』への出演を続けるため、放送上はABCラジオが午前中にレギュラーで編成している生ワイド番組へ2日連続で登場。
2011年と2014年には、『おはようパーソナリティ道上洋三です』（ABCラジオ平日早朝の生ワイド番組）で道上とアシスタントが夏季休暇に入る8月中旬（全国高校野球選手権大会中継期間中）の放送で、桑原と共にパーソナリティ代理として出演。2014年8月19日（火曜日）の8時台「話のダイジェスト」では、当ページにおける学生時代から内弟子時代までの記述内容を検証しながら、桑原とのやり取りを通じて吉弥の半生を振り返る趣旨の特別企画を放送した。

## 出囃子について
山形県とは無縁の家庭で育ったにもかかわらず、同県の民謡である「真室川音頭」を高座の出囃子に用いているのは、吉朝への弟子入り前に出囃子の稽古で通っていた民謡教室で偶然耳にするうちに気に入ったからだという。現在は、落語の前に音頭を歌うほか、地元の真室川町から「まむろがわ大使」を委嘱されている。

## 人物

### スポーツ関連
前記の「まむろがわ大使」のほか、妻の出身地に当たる島根県安来市からは「安来市ふるさと大使」を委嘱されている。この関係で、2011年には、同市で開催された「第7回なかうみマラソン全国大会」に参加。ゲストランナーながらマラソンデビューを果たした。この大会以降も、マラソン大会に参加することがあり、2013年10月27日開催の第3回大阪マラソンでは、毎日放送の番組出演者代表の1人として参加。フルマラソンの部を、4時間52分40秒で完走した。
2016年には、居住地の尼崎市が市制100周年を迎えたことから、「尼崎市市制100周年PR大使」を拝命。その縁で、10月16日には、市制100周年記念事業の「あまがすきハーフマラソン」に出場した。11月20日開催の第6回神戸マラソンでも、大会事務局が任命する「フレンドシップランナー」 として、5時間27分台のゴールタイムで完走している。2018年2月18日に開催の京都マラソン2018にも、『ちちんぷいぷい』のレギュラー陣を代表して、地元（京都市）出身の市川いずみと共に参加。終盤に苦しみながらも、4時間57分47秒で完走を果たした。
2002 FIFAワールドカップ期間中に神戸ウイングスタジアムで開催された試合でボランティアスタッフを務めたり、産経新聞でコラムを連載したりするなど、学生時代からサッカーへの関心が強い。現在でも、出演番組でサッカーの話題が出るたびに、サッカーファンとしての一家言を披露。
関東圏のスタジアムでサッカー日本代表の試合が開かれる場合に、関東地方での仕事の有無にかかわらず、スタジアムまで観戦に出向くこともある。2016年3月4日に行われたなでしこジャパンの試合（対中国代表、リオデジャネイロオリンピックの予選）も観戦していたが、この時はサンケイスポーツの取材に肩書きは落語家としつつも、本名でコメントしている。
阪神タイガースのファンでもあることから、日本プロ野球のシーズン中には、阪神甲子園球場で阪神の主催試合も随時観戦。桑原の親族にラグビー日本代表経験者のアマナキ・レレィ・マフィがいる縁で、関西圏で開かれるラグビーの試合をスタジアムで観戦することもある。ラグビーワールドカップ2019の期間中には、マフィが名を連ねる日本代表の試合が組まれていなかったにもかかわらず、神戸市（御崎公園球技場）開催分の全4試合を自費で観戦している。

### 執筆
2014年1月からは、「境界なき記者団」のジャーナリスト（ニュースサイト『NO BORDER』の寄稿メンバー）としても活動。『NO BORDER』では、毎月（または隔月）に1本のペースで、スポーツの観戦記や「桂吉弥のスポーツ辛口噺」と称するコラムを執筆・公開している。

### プライベート
学生時代は『MBSヤングタウン』（MBSラジオ）のヘビーリスナーで、笑福亭鶴光と角淳一がパーソナリティを務めていた日の放送に「角淳二」というラジオネームでメッセージを投稿したことや、「ハッピートゥデー」（生放送中にリスナーが電話を通じてパーソナリティと直々に話せるコーナー）へ出演したこともある。当時から現在に至るまで、ラジオ番組の聴取中に気に入ったことや気になったことを、自作のノート（「ラジオノート」）に記している。ちなみに、『ちちんぷいぷい』水曜日の総合司会を角が務めていた時期には、オープニングでの自己紹介の後に直近のニュース・話題にちなんだなぞかけを披露していた。
1998年（平成10年）10月10日に結婚した妻は、神戸大学落語研究会の1年先輩で、吉弥を同会に勧誘した張本人でもある。
サザンオールスターズや星野源の大ファンであることを公言する一方で、休日には、家族ぐるみでリアル型脱出ゲームへ参加することもあるという。出演番組では、コンサートや脱出ゲームへ参加した際の模様をたびたび話している。
2023年に入った当初は、松尾駿（チョコレートプラネット）のような丸坊主姿で落語会や番組に出演していた。本人によれば、「正月に公演先の京都市内で理髪店に立ち寄ったところ、手違いで頭を丸刈りにされた」とのことである。もっとも、同年1月6日の『きっちり!まったり!桂吉弥です』本番後に『兵動大樹のほわ～っとエエ感じ。』（いずれも朝日放送ラジオの生放送番組）へゲストで出演した際に「不倫がバレて坊主になった」とのボケを披露したところ、このボケが「事実」として当ページへ追記される事態に至った（後に削除）。

### その他
下ネタ好きで師匠の吉朝の生前、飲みの席で下ネタ好きだと話した所、吉朝から「お前、吉弥やめて今度からエロ弥と呼ぶぞ」と言われたと語っている。

## 受賞歴
- 1997年「ABCお笑い新人グランプリ」審査員特別賞
- 1998年「NHK新人演芸大賞」新人賞
- 2005年「第42回なにわ芸術祭」新人賞
- 2006年「咲くやこの花賞」
- 2008年「第2回繁昌亭大賞」奨励賞
- 2008年「第3回繁昌亭大賞」大賞
- 2008年「芸術祭賞」大衆芸能部門 新人賞
- 2013年「芸術祭賞」大衆芸能部門 優秀賞
- 2014年「平成25年度花形演芸大賞」大賞
- 2015年「平成26年度芸術選奨文部科学大臣新人賞」

## 出演番組・舞台

### テレビ番組
- パネルクイズ アタック25（ABCテレビ） - 2006年6月25日放送分に本名の「富谷竜作」名義で一般参加枠に出場したが、1枚のパネルも獲得できずに出演を終えた。
- バラエティー生活笑百科（NHK総合[24]、土曜日、2008年4月19日 - 2022年3月）※「相談員」として隔週でレギュラー出演
- ちちんぷいぷい（2009年4月 - 2021年3月、毎日放送）※レギュラーパネラー（2011年9月まで水曜、2011年10月から金曜） - 2021年3月12日の最終回では、放送期間が21年半にわたった番組の「グランドフィナーレ」にスタジオパネラーとして立ち会ったほか、（「ぽっちゃりした体型」という共通の特徴から）「ぽっちゃりーズ」と称してハイヒールモモコとのコンビで臨んだグルメロケの模様が放送された。
- 上方演芸ホール特別版〜「ちりとてちん」の落語を聞こう!（2008年3月3日 - 3月7日、NHK総合）
- 朝生ワイド す・またん! （読売テレビ） - 通常は、VTRコーナー「関西うまいもん図鑑」のナレーターを担当。2013年6月20日放送分からは、不定期木曜ゲストとして、スタジオでの生放送に出演することもある。
- あなたもアーティスト「仏さまはこのように描く やさしい仏画入門」（2011年6月1日 - 7月27日、NHK教育）※生徒役で出演
- 新・ルソンの壺（2013年9月22日 - 2017年3月、NHK総合） - 「壺ナビゲーター」として不定期出演
- わが心の大阪メロディー（2014年12月16日、NHK総合） - くいだおれ太郎の声（2015年以降は桂よね吉が担当）
- にっぽん城紀行（関西テレビ、ナレーター）
- 徹子の部屋（2021年10月12日、テレビ朝日）
- ニュース　きん5時（NHK総合） - 2023年9月からコメンテーターとして月1回のペースで出演
- 日経スペシャル もしものマネー道～もしマネ～（テレビ大阪） - パネラーとして不定期で出演
- 令和5年度NHK新人落語大賞（2023年11月11日） - 牛田茉友（NHK大阪放送局アナウンサー）と共に司会を担当

### ラジオ番組
- 桂都丸のサークルタウン（KBSラジオ）※自身初のレギュラー番組で、「サイクルリポーター」「ラジオカーリポーター」を担当。
- とびだせ!夕刊探検隊（ABCラジオ、2005年4月 - 2022年9月26日） - 桂む雀の後任扱いで、「3代目夕刊探検隊長」として17年半にわたってパーソナリティを担当。20年半にわたるシリーズの歴史に2022年9月26日放送分で幕を下ろすことが決まったため、結果として最後の「隊長」になった。
- 征平・吉弥の土曜も全開!!（ABCラジオ）※パーソナリティ
- 武田和歌子のぴたっと。木曜日（ABCラジオ、2017年1月5日 - 2020年10月1日）※パートナー。2020年4月8日から6月10日までは、水曜日でも暫定的にパートナーを務めた。2020年10月1日の最終回まで出演。
- こんちわコンちゃんお昼ですょ!（MBSラジオ）- 2004年10月27日放送分から、一時レギュラーで出演。2005年2月2日・3日放送分では、メインパーソナリティ・近藤光史の代役を務めた。
- ザ・上方落語寄席（MBSラジオ）※2006年暮れに天満天神繁昌亭にて「地獄八景亡者戯」を完全ノーカット録音放送。
- NEXTをさがせ!火曜日『吉弥・吉の丞の落語家の出番です!』（ABCラジオ、2020年4月20日・5月5日） - 桂吉の丞とのコンビでパーソナリティを担当。
- きっちり!まったり!桂吉弥です（ABCラジオ、2022年9月30日 - ）※パーソナリティ
  - 2023年9月15日には、未明に『緊急放送! おめでとうタイガース!今夜はおはパソARE虎騒ぎ』（阪神タイガースが前日に18年振りのセントラル・リーグ優勝を決めたことを受けて『おはようパーソナリティ』シリーズをベースに急遽編成された生放送の特別番組）へ電話で出演してから、午前中に『きっちり!まったり!桂吉弥です』で通常どおりパーソナリティを務めた。
- 吉弥THE NIGHT CLUB（MBSラジオ、2023年10月12日・2024年1月8日）
  - MBSラジオにおける初めての冠番組で、弟子の桂弥壱と共演。2024年に芸能生活30周年を控えていることを背景に、人生のターニングポイントに当たる出来事を思い出の楽曲と合わせて振り返った一方で、収録中には弥壱に落語の稽古を付けていた。ちなみに、放送に際しては、自身の愛聴曲である『匂艶THE NIGHT CLUB』（サザンオールスターズ）をテーマソングに使用。
- ますだおかだ増田のラジオハンター!（ABCラジオ、2023年12月7日）
  - 武田和歌子（『武田和歌子のぴたっと。』のパーソナリティで朝日放送テレビのアナウンサー）が同番組の終了後からパートナーを務めている木曜日午後（「ABCパワフルアフタヌーン」枠）の生ワイド番組で、メインパーソナリティの増田英彦（ますだおかだ）が体調不良を理由に来阪を見合わせたことを受けて、「桂吉弥のお仕事です。Special in島之内教会2023」第3日の本番前にパーソナリティ代理を急遽担当。
- UP↑↑（ABCラジオ、2024年2月7日）
  - 水曜日のパーソナリティを務めている塚本麻里衣（朝日放送テレビのアナウンサーで『きっちり!まったり!桂吉弥です』のパートナー）が同局のリフレッシュ休暇を取得したことに伴って、水曜分のパーソナリティを代行。

### テレビドラマ
- 大河ドラマ「新選組!」（2004年1月11日 - 12月12日、NHK総合） - 山崎烝役
- 連続テレビ小説（NHK総合）
  - 「ちりとてちん」（2007年10月1日 - 2008年3月29日） - 徒然亭草原（原田優夫）役
    - ちりとてちん外伝「まいご3兄弟」（2008年7月25日他）- 徒然亭草原（原田優夫）役

  - 「ウェルかめ」（2009年9月28日 - 2010年3月27日）- お寺のひと（薬王寺のお坊さん）役
  - 「てっぱん」（2011年2月28日） - 落語の声役
  - 「ごちそうさん」（2014年3月5日 - ） - 沢田武夫役
  - 「まんぷく」（2019年2月9日） - 渡辺一馬 役
  - 「おちょやん」（2020年11月30日 - 2021年5月15日） - 黒衣 役[25]（ナレーション・土曜日ナビゲーター兼任）
- 再生の町（2009年8月29日 - 9月26日、NHK総合）- 森村孝明役
- プレミアムドラマ「高橋留美子劇場」第2章「運命の鳥」（2012年7月15日、NHK BSプレミアム）- 小暮惣一役
- 土曜ドラマ「夫婦善哉」（2013年8月24日 - 、9月21日、NHK総合） - 鶴田役
- 木曜時代劇 ちかえもん（2016年1月14日 - 3月3日、NHK総合） ‐ 横川敏斎 役
- 桂米朝　なにわ落語青春噺（NHK総合、近畿広域圏限定、2025年6月21日、ドラマパート） - 桂米朝 役[13]

### 舞台
- 地獄八景‥浮世百景 ※出演の傍ら関西弁や落語の簡単なしぐさを指導。
  - 桂米朝追善芝居 地獄八景亡者戯
- 劇団パロディフライ番外編『時の旅人・戌』 ‐ ブラザーズの一員（2006年3月21日 - 3月23日）
  - 劇団パロディフライ番外編『時の旅人・子』 ‐ ブラザーズの一員（2008年5月15日 - 5月18日）※中之島演劇祭2008参加作品
- テノヒラサイズの人生大車輪
- はい!丸尾不動産です。～本日家をシェアします～（2019年6月29日 - 7月1日）
  - はい!丸尾不動産です。～本日、家に化けて出ます～（2019年11月30日 - 12月1日）
いずれも、兵動大樹（矢野・兵動）とのダブル主演・関西テレビ主催の舞台作品シリーズとしてABCホールで上演。で、同局が月に1回レギュラーで放送する『おうちで舞台～カンテレ劇場～』の第1回（2020年6月14日の2:15 - 4:35）では、「本日、家に化けて出ます」のノーカット放送を実施した。
  - はい！丸尾不動産です。～本日、家で再会します～（2021年）
大阪公演を9月4 - 7日にABCホールで開催したほか、オンラインでの動画ライブ配信と連動した姫路公演を、10月3日にアクリエひめじ中ホールで実施。
- テノヒラサイズ 20thPerformance『止まれない12人』（2025年3月27日 - 30日）[26]

### テレビCM
- 朝日新聞（2012年11月から関西ローカル向けに一時放送）
  - 同社の1社提供番組『とびだせ!夕刊探検隊』で“夕刊探検隊長”を務める縁で起用。2013年3月2日から4月6日までは、同紙土曜日（または日曜日）朝刊の大阪版で連載コラム「みをつくし　語りつくし」を担当していた（全25回）。

### ラジオCM
- 阪急阪神エステート・サービス「risoco」（宅配型トランクルーム、2021年9月 - 2022年3月）
  - 朝日放送ラジオ限定で、「ABCパワフルアフタヌーン」枠（桑原征平の冠番組の1つである『桑原征平粋も甘いも』を水曜日に編成）を中心に関西ローカルで放送。

### その他（出演番組・舞台）
- USEN上方落語会

## CD・DVD

### 落語
- DVD　「落語笑笑散歩〜京都そぞろ歩き風流」（2006年12月発売、Sony Music Direct）
  - 特典映像として はてなの茶碗、犬の目、愛宕山　収録
- DVD、CD　「繁昌亭らいぶシリーズ3　桂吉弥」（2008年3月発売、テイチクエンタテインメント）
  - ちりとてちん、くっしゃみ講釈　収録
- DVD、CD　「桂吉弥のお仕事です。そろそろ」（2008年7月23日発売、テイチクエンタテインメント）
  - 天満天神繁昌亭とワッハ上方での、Disk 1 ふぐ鍋、親子酒、Disk 2 かぜうどん、七段目、Disk 3 千早ふる、崇徳院 収録
  - BOX特典としてDVDには、未公開写真収録フォトDVD、CDにはフォトブック付
- DVD、CD　「桂吉弥のお仕事です。ぼちぼち」（2009年10月21日発売、テイチクエンタテインメント） 
  - 天満天神繁昌亭と京都文化芸術会館での、Disk 1 短命、皿屋敷、Disk 2 遊山船、親子茶屋、Disk 3青菜、住吉駕籠 収録
  - BOX特典としてDVDには、未公開写真収録フォトDVD、CDにはフォトブック付

### テレビドラマ（CD・DVD）
- DVD「新選組! 完全版 DVD-BOX　第壱集/第弐集」（2005年2月/4月発売、ジェネオンエンタテインメント）
  - 本編以外でも、特典映像の座談会に登場
    - 「新選組!スペシャル」 映像特典「どんと来い!?新選組!」座談会
    - 「新選組!! 土方歳三 最期の一日」 映像特典「トークショーin京都」　サプライズゲスト
- DVD「ちりとてちん 完全版 DVD-BOX 1〜3」（2008年6月4日/6月25日/7月25日発売、(株)バップ）
- DVD「ちりとてちん 総集編 DVD-BOX」（2008年8月22日発売、(株)バップ）
  - ちりとてちん外伝「まいご三兄弟」を収録した特典ディスク付

### 映画
- DVD「寝ずの番」
- DVD「寝ずの番　特別番」
  - 特典ディスク付

### 舞台（CD・DVD）
- リリパットアーミーII「天下御免の馬侍」（2006年10月）
- DVD「地獄八景‥浮世百景」（2008年6月発売、G2HP Monthly Shop）
  - G2produceHP[27] 会員（入会金・会費無料）が、2008年6月中のみ購入可能

## その他
- 上方落語かるた※読み手担当
- ちかえもん（2016年、NHK）※売り声指導

## 弟子
- 桂弥太郎
- 桂弥生（廃業）
- 桂弥っこ
- 桂弥壱